# آنا وليامز (فيلسوف)
آنا وليامز (بالإنجليزية: Anna Willess Williams)‏ (و. 1857 – 1926 م) هي فيلسوفة، ومُدرسة، وعارضة أمريكية، ولدت في فيلادلفيا، توفيت في فيلادلفيا، عن عمر يناهز 69 عاماً.